# Етелясатама
Етелясатама  (фін. Eteläsatama, швед. Södra hamnen, укр. Етелясатама — Південна гавань) — затока та гавань порту Гельсінкі. Гавань має 7 діючих поромних причалів для пасажирських суден, склади для морських вантажів; довжина причального фронту 2,2 км з глибиною 7-9,5 м. Розташована безпосередньо поруч із центром міста Гельсінкі, Фінляндія. На березі розташована Торгова площа.
Фарватер має глибину 9.6 м, критичною точкою виходу до Фінської затоки є протока Кустаанміекка завширшки 80 м. У фарватері швидкість обмежена до 30 км/год, крім відрізка біля Катаянокка де швидкість не більше 10 км/год 
Є складовою: Етелясатама → Круунувуоренселькя → Фінська затока → Балтійське море → Атлантичний океан
Щорічний пасажирообіг гавані — 4,7 мільйонів пасажирів в лінійному сполученні та близько 37 000 міжнародних круїзних пасажирів. Основні напрямки руху — Стокгольм, Швеція та Таллінн, Естонія.